# Takai Kazuma
Kazuma Takai (高井 和馬 Takai Kazuma, sinh ngày 8 tháng 5 năm 1994) là một cầu thủ bóng đá người Nhật Bản thi đấu cho Tokyo Verdy.

## Sự nghiệp
Sau khi kế thừa số áo 26 vì Yusuke Segawa chuyển đến Omiya Ardija, Takai gia nhập Thespakusatsu Gunma và ra mắt vào tháng 2 năm 2017 ở J2 League, ghi bàn thắng đầu tiên chỉ một tuần sau đó trước Shonan Bellmare.

## Thống kê câu lạc bộ
Cập nhật đến ngày 23 tháng 2 năm 2018.
| Thành tích câu lạc bộ | Thành tích câu lạc bộ | Thành tích câu lạc bộ | Giải vô địch | Giải vô địch | Cúp                   | Cúp                   | Tổng cộng | Tổng cộng |
| Mùa giải              | Câu lạc bộ            | Giải vô địch          | Số trận      | Bàn thắng    | Số trận               | Bàn thắng             | Số trận   | Bàn thắng |
| Nhật Bản              | Nhật Bản              | Nhật Bản              | Giải vô địch | Giải vô địch | Cúp Hoàng đế Nhật Bản | Cúp Hoàng đế Nhật Bản | Tổng cộng | Tổng cộng |
| --------------------- | --------------------- | --------------------- | ------------ | ------------ | --------------------- | --------------------- | --------- | --------- |
| 2017                  | Thespakusatsu Gunma   | J2 League             | 39           | 10           | 2                     | 0                     | 41        | 10        |
| Tổng                  | Tổng                  | Tổng                  | 39           | 10           | 2                     | 0                     | 41        | 10        |